# Melania Parczewska
Melania Józefa Ewa Parczewska herbu Nałęcz (ur. 18 grudnia 1850 w Wodzieradach, zm. 19 sierpnia 1920 w Kaliszu) – polska pisarka, publicystka, tłumaczka, działaczka społeczna i narodowa, założycielka Stowarzyszenia Narodowego Kobiet Polskich (1905).

## Życiorys
Melania Parczewska była córką ziemianina Hipolita Parczewskiego i Aleksandry z domu Bajer, siostrą Alfonsa. Odebrała staranne wykształcenie domowe, pozostając pod dużym wpływem matki, tłumaczki literatury czeskiej. W latach 1865–1867 kształciła się w Warszawie na pensji A. Paszkiewiczowej. Później zamieszkała w Kaliszu, gdzie w latach 1874–1881 razem z matką zorganizowała i prowadziła Pracownię Rzemieślniczą dla Kobiet. Uczestniczyła w pracach Kaliskiego Towarzystwa Dobroczynności i Kaliskiego Towarzystwa Muzycznego. Od 1895 prowadziła wśród robotników, rzemieślników i młodzieży gimnazjalnej konspiracyjną działalność kulturalno-oświatową oraz kształcenie elementarne dzieci, a także kursy dla analfabetów. Wraz z bratem w czasie rewolucji 1905 roku kierowała miejscową organizacją Narodowej Demokracji. W 1905 została przewodniczącą Stowarzyszenia Narodowego Kobiet Polskich, które powstało z jej inicjatywy. Od 1906 była członkinią zarządu kaliskiego oddziału Polskiej Macierzy Szkolnej. W Stowarzyszeniu Rzemieślników Chrześcijan pw. Świętego Józefa działała od 1907, a do zarządu Towarzystwa Publicznej Biblioteki im. Adama Mickiewicza wchodziła w 1908. Z pracami patriotycznymi na Śląsku łączyła działalność w Kaliszu, gdzie skupiała polską młodzież uniwersytecką wokół tygodnika „Nowiny Szląskie”, założonego przez jej brata. W późniejszym okresie prowadziła akcję oświatowo-kulturalną na Górnym Śląsku. Angażowała się równocześnie w sprawę Łużyc, była z serbołużyckimi patriotami w kontakcie oraz członkiem Towarzystwa Macierzy Serbskiej w Budziszynie, a odrodzeniu narodowemu Serbołużyczan służyła swoją działalnością literacką.

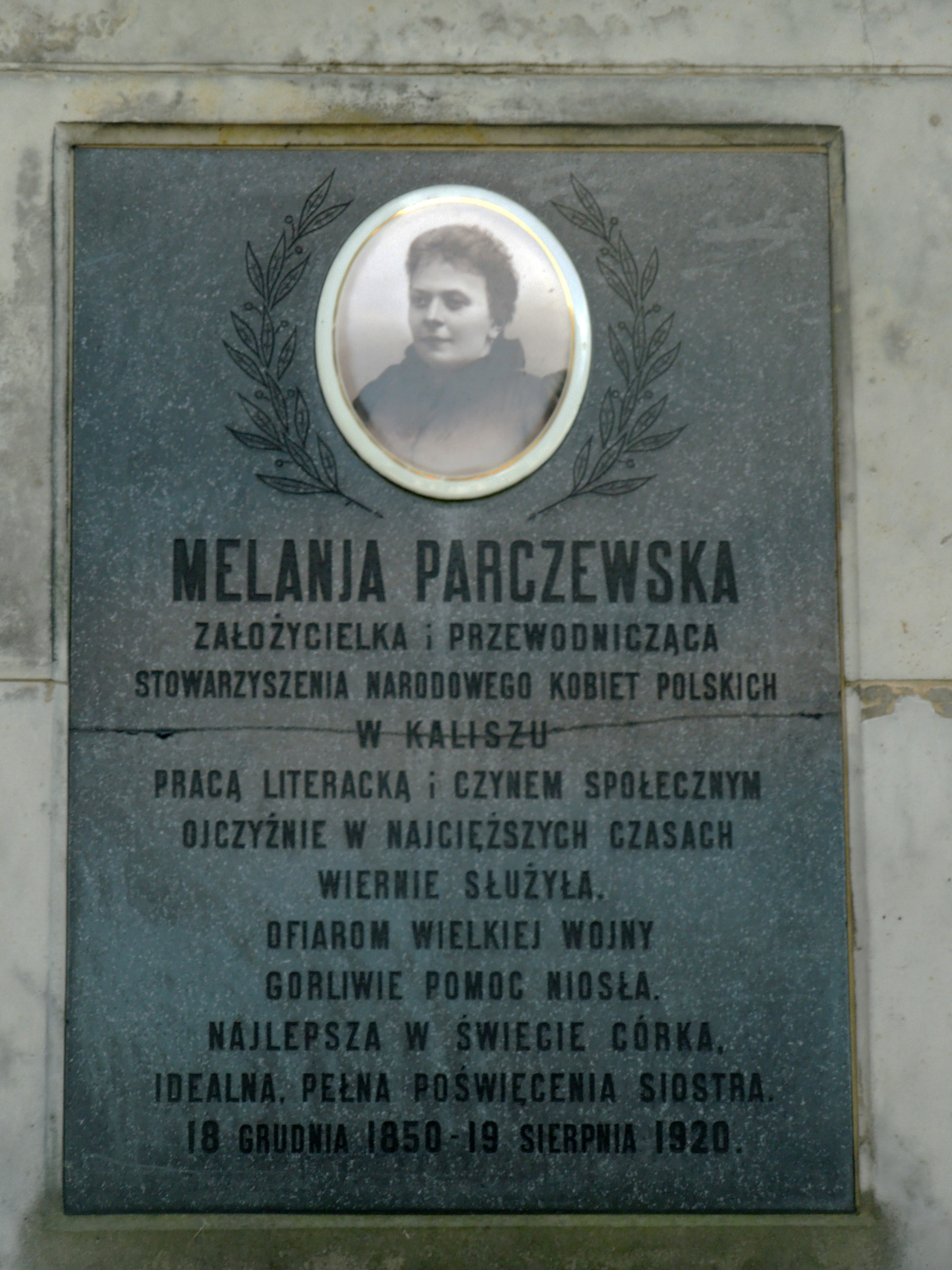
Tablica na grobowcu Parczewskich w Kaliszu (2018)

Po zburzeniu Kalisza (1914) wyjechała do Warszawy, gdzie prowadziła biuro opiekuńcze Towarzystwa Wzajemnej Pomocy byłych Wychowańców Szkół Kaliskich, które niosło pomoc uchodźcom z Kalisza. Jednocześnie współdziałała w pracach Komitetu Kaliskiego przy Centralnym Komitecie Obywatelskim (CKO). Sekretarz Polskiego Towarzystwa Pomocy Ofiarom Wojny, a od 1919 aktywnie pracowała w jego Sekcji Plebiscytowej Śląskiej. Zmarła 19 sierpnia 1920 w Kaliszu, została pochowana w rodzinnym grobowcu Parczewskich na Cmentarzu Miejskim w Kaliszu.
W 1881 rozpoczęła twórczość literacką od przekładów poezji serbołużyckiej i słowackiej. We wszystkich niemal ówczesnych czasopismach, w różnych wydawnictwach zbiorowych, a niektóre osobno drukowała swoje utwory poetyckie, prozatorskie, artykuły historyczne, filologiczne i etnograficzne oraz inne prace. Wiele z nich poświęciła sprawom łużyckim, publikowała je w prasie polskiej, a artykuły o kulturze polskiej zamieszczała w prasie łużyckiej. Do szczególnie cennych jej prac należą: Z przeszłości i teraźniejszości Łużyc (1889) i Łużyce (1911). Interesujące są też szkice o kobietach słowiańskich. W opowiadaniach Obrazki (1893), w powieści Nad brzegami Odry (1901) i w wielu nowelach i szkicach ogłaszanych w prasie zaboru rosyjskiego dała wyraz głębokiej trosce o utrzymanie polskości na Śląsku i Pomorzu. Natomiast w cyklu nowel Listy Maszy do Paszy. Szkice i obrazki wydane pod pseudonimem B. A. Jer (1893) przedstawiła sytuację w Królestwie Polskim. Dzięki jej bratu spuścizna literacka Parczewskiej została w poważnej części wydana w postaci 2 tomów Pism (1929–1930).